# Een geluid als van onweer
Een geluid als van onweer (Engels: 'A Sound of Thunder') is een kort verhaal geschreven door Ray Bradbury. De oorspronkelijke versie verscheen voor het eerst in 1952 in tijdschrift Collier's. Het verhaal telt circa tien bladzijden en behandelt de gevaren van tijdreizen, tijdreisparadox en het vlindereffect.

## Inhoud
In het jaar 2055 heeft de mens de technologie voor tijdreizen ontwikkeld. Er worden nu onder andere safari's georganiseerd voor jagers die graag eens op dinosauriërs willen jagen (in 1960 vertaald tot N.V. Tijd Safari). Er zijn echter wel enkele veiligheidsregels van kracht die moeten voorkomen dat het verleden per ongeluk wordt veranderd: de jagers mogen alleen dieren doden die anders ook rond die tijd gestorven zouden zijn, moeten te allen tijde op een speciaal aangegeven pad blijven, mogen alleen goedgekeurde dieren (zonder toekomst) schieten en mogen niets mee terugnemen.
Een jager genaamd Eckels gaat op zo'n safari, samen met de gids Travis, diens assistent Lesperance en twee medejagers, Billings en Kramer. Vlak voor hun vertrek naar het verleden wordt onthuld dat Keith de presidentsverkiezingen heeft gewonnen van de fascistische kandidaat Deutscher.
Wanneer Eckels een Tyrannosaurus ziet, raakt hij in paniek en zet per ongeluk een stap buiten het pad. Terug in het heden blijkt hij bij zijn misstap een vlinder te hebben verpletterd. Dit heeft vergaande gevolgen voor de loop van de tijdlijn, die sterk begint te veranderen. Het begint met subtiele veranderingen zoals Engelse woorden die  opeens anders worden uitgesproken (in 1960 vertaald tot N.V. Teit Sefarie), maar gaat steeds verder. Zo blijkt Deutscher opeens de verkiezingen te hebben gewonnen in plaats van Keith. Eckels smeekt Travis terug te mogen naar het verleden in de hoop zijn fout recht te zetten, maar in plaats daarvan richt Travis zijn geweer op hem. Het laatste wat Eckels hoort is "het geluid van gedonder".

## Uitgaven
Het origineel verscheen voorts in verhalenbundels The Golden Apples of the Sun (1953), R is for Rocket (1962), The Stories of Ray Bradbury (1980), Dinosaur Tales (1983), A Sound of Thunder and Other Stories (2005) en Something Wicked This Way Comes / A Sound of Thunder (audioboek 2005).
In Nederland werd het minstens vier keer uitgebracht:
- 1958: getiteld 'Safari' in de bundel Sprong in de toekomst, uitgegeven door Andries Blitz uit Laren (Noord-Holland), vertaler P. J. Verhoeff.[1]
- 1960: getiteld 'Een geluid als van onweer' als toevoeging bij Bradbury's roman Fahrenheit 451, uitgegeven als Prisma Pocket 551, vertaler Cees Buddingh (er volgde een aantal herdrukken).
- 1980: getiteld 'Een geluid als van onweer' in De gouden appels van de zon, verschenen bij Elsevier.
- 1984: getiteld 'Het geluid van de donder', in Leopold's Schrikkelboek 1984,[2] vertaler Tonke Dragt.

## Sequels
Stephen Leigh en John J. Miller schreven samen zes romans gebaseerd op het scenario uit A Sound of Thunder, beginnend met Ray Bradbury Presents Dinosaur World.